# Dani Rodrik
Dani Rodrik (Istanbul, Turska, 14. kolovoza 1957. -) je turski ekonomist, koji trenutno predaje međunarodnu političku ekonomiju na Kennedyjevom fakultetu uprave Harvardskog sveučilišta. Napisao je nekoliko knjiga u kojima se bavio međunarodnom ekonomijom, ekonomskim razvojem i političkom ekonomijom, a poseban interes je iskazao za definiciju dobre ekonomske politike, odnosno odgovor na pitanje zašto su neke zemlje ekonomski uspješnije od drugih. Najpoznatije djelo mu je Has Globalization Gone Too Far? iz 1997. godine u kome je kritizirao ekonomsku globalizaciju, odnosno ustvrdio kako ona stvara napetosti unutar društava i među različitim zemljama, odnosno kako potkopava socijalnu politiku nezavisnih država.

## Izabrana djela
- Rodrik, Dani. 2011. The Globalization Paradox. Norton & Company, Inc. ISBN 978-0-393-07161-0
- Rodrik, Dani. 2007. One Economics, Many Recipes. Princeton University Press. ISBN 0-691-12951-7
- McMillan, Margaret; Horn, Karen; and Rodrik, Dani. 2004. When Economic Reform Goes Wrong: Cashews in Mozambique. Brookings Trade Forum 2003: 97–165CS1 održavanje: više imena: authors list (link)
- Rodrik, Dani (ed). 2003. In Search of Prosperity: Analytic Narratives on Economic Growth. Princeton University Press. ISBN 0-691-09268-0CS1 održavanje: dodatni tekst: authors list (link)
- Rodrik, Dani. 2001. The Global Governance of Trade As If Development Really Mattered (PDF). UNDP. Inačica izvorne stranice (PDF) arhivirana 26. prosinca 2019. Pristupljeno 7. ožujka 2016.
- Rodrik, Dani. 1999. The New Global Economy and Developing Countries: Making Openness Work. Overseas Development Council. ISBN 1-56517-027-X
- Rodrik, Dani. 1997. Has Globalization Gone Too Far?. Institute for International Economics. ISBN 0-88132-241-5

## Vanjske poveznice
- Who's Dani Rodrik
- Dani Rodrik's home page
- Dani Rodrik's latest research
- Dani Rodrik's weblog
- "Roads to Prosperity"  Arhivirana inačica izvorne stranice od 11. listopada 2011. (Wayback Machine) Dani Rodrik's op/ed column for Project Syndicate
- Roberts, Russ. 11. travnja 2011. Rodrik on Globalization, Development, and Employment. EconTalk. Library of Economics and Liberty